# ساري فان فينندال
ساري فان فينيندال رون (من مواليد 3 أبريل 1990) لاعبة كرة قدم هولندية تلعب في مركز حارس مرمى في إيندهوفن وقائدة المنتخب الهولندي. كانت فينندال جزءًا من فريق 2017 الذي فاز بأول بطولة أوروبية.

## روابط خارجية
- ساري فان فينندال على موقع الاتحاد الدولي (مؤرشف)  (الإنجليزية)
- ساري فان فينندال على موقع الاتحاد الأوربي (الإنجليزية)
- ساري فان فينندال على موقع قاعدة بيانات كرة القدم.إي يو (الإنجليزية)
- ساري فان فينندال على موقع بيانات كرة القدم. دي إي (الألمانية)
- ساري فان فينندال على موقع ليكيب (الفرنسية)
- ساري فان فينندال على موقع Soccerway.com (الإنجليزية)
- ساري فان فينندال على موقع عالم كرة القدم.نت (الإنجليزية)
- ساري فان فينندال على موقع اللجنة الأولمبية الدولية (الإنجليزية)
- ساري فان فينندال على موقع أوليمبيديا (الإنجليزية)
- ساري فان فينندال على موقع تيم أن.أل (الهولندية)